# Russische Volleyballnationalmannschaft der Frauen
Die russische Volleyballnationalmannschaft der Frauen ist eine Auswahl der besten russischen Spielerinnen, die den russischen Volleyballverband (Wserossijskaja Federazija Wolejbola, Всероссийская Федерация Волейбола) bei internationalen Turnieren und Länderspielen repräsentiert. Die russische Nationalmannschaft ist der Nachfolger der sowjetischen Nationalmannschaft, die in ihrer Zeit zu den erfolgreichsten Teams gehörte. Im Jahr 1992 spielte das Vereinte Team.

## Geschichte

### Weltmeisterschaft
Die Russinnen traten erstmals bei der WM 1994 an und wurden Dritter. Auch bei den Turnieren 1998 und 2002 gewannen sie die Bronzemedaille. 2006 in Japan wurden sie im Finale gegen Brasilien Weltmeister. 2010 gelang ihnen mit einem erneuten Erfolg gegen Brasilien die Titelverteidigung. 2014 in Italien schied Russland hingegen in der dritten Runde aus und belegte den fünften Rang. Bei der WM 2018 schied man in der zweiten Gruppenphase aus und erzielte damit das schlechteste WM-Ergebnis seit dem Ende der Sowjetunion. Aufgrund des Kriegs gegen die Ukraine wurde Russland von der Teilnahme an der WM 2022 ausgeschlossen und verpasste damit erstmals seit 1967 (inkl. der Teilnahmen als Sowjetunion) ein WM-Turnier.

### Olympische Spiele
1996 in Atlanta verloren die Russinnen das Spiel um den dritten Platz gegen Jugoslawien und verpassten damit die Medaillenränge, die der Vorgänger Sowjetunion immer erreicht hatte. 2000 in Sydney unterlagen sie erst im Finale gegen Kuba. 2004 in Athen mussten sie sich im Endspiel China geschlagen geben. 2008 in Peking unterlagen sie im Viertelfinale ebenfalls gegen China. Ebenfalls Fünfter wurden sie 2012 in London, als sie als Gruppensieger der Vorrunde das Viertelfinale gegen den späteren Olympiasieger Brasilien verloren. Beim Turnier 2016 schieden sie zum dritten Mal in Folge im Viertelfinale aus, diesmal gegen Serbien. Bei den 2021 ausgetragenen Olympischen Spielen in Tokio erreicht das Team als ROC den siebten Platz.

### Europameisterschaft

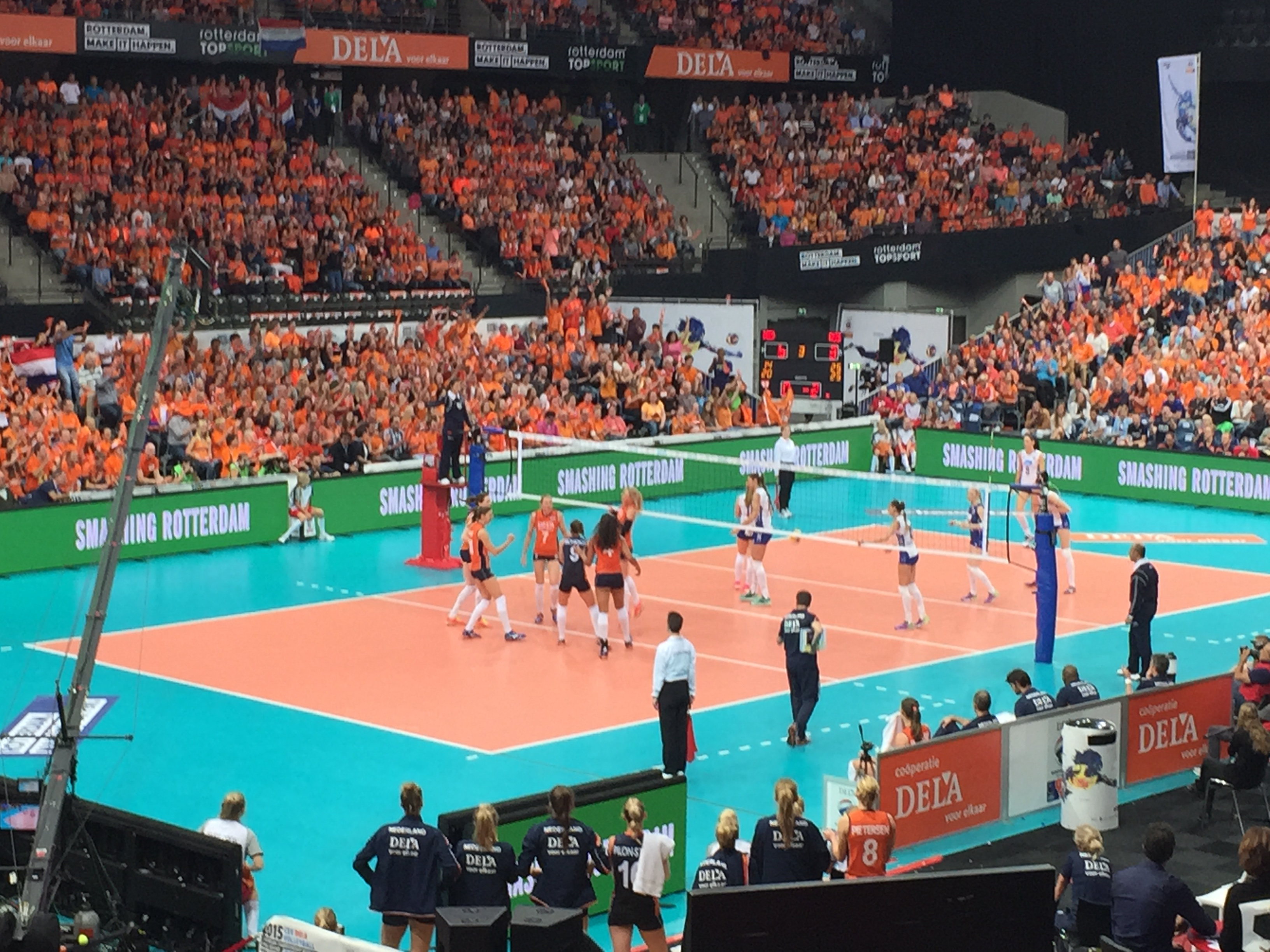
EM-Finale 2015 gegen die Niederlande

Russland verteidigte bei der Europameisterschaft 1993 im Finale gegen Tschechien den Titel der Sowjetunion erfolgreich. Nach einem dritten Platz 1995 gewannen die Russinnen die nächsten drei Europameisterschaften, zunächst 1997 und 1999 gegen Kroatien, dann 2001 gegen Italien. Mit dem fünften Platz 2003 verpassten sie erstmals eine Medaille. 2005 und 2007 wurden die russischen Frauen jeweils Dritter. 2009 und 2011 kamen sie auf den sechsten Rang. 2013 in Deutschland besiegten sie im Endspiel den Gastgeber und wurden zum zweiten Mal Europameister. 2015 in den Niederlanden verteidigten sie den Titel ebenfalls mit einem Erfolg im Endspiel gegen den Gastgeber. Bei der EM 2017 schieden sie als Titelverteidiger im Viertelfinale gegen die Türkei aus. Die Turniere 2019 und 2021 endeten für sie jeweils im Viertelfinale gegen Italien.

### World Cup
Beim World Cup 1999 verlor Russland das Endspiel gegen Kuba. 2015 nahm die Mannschaft wieder an diesem Turnier teil und belegte den vierten Platz. Beim World Cup 2019 wurde sie Dritter.

### Nations League
Bei der ersten Ausgabe der Nations League 2018 verpassten die Russinnen als Siebter der Gesamtwertung die Finalrunde. Beim Turnier 2019 rutschten sie auf den 14. Platz ab. 2021 wurden sie Achte.

### World Grand Prix

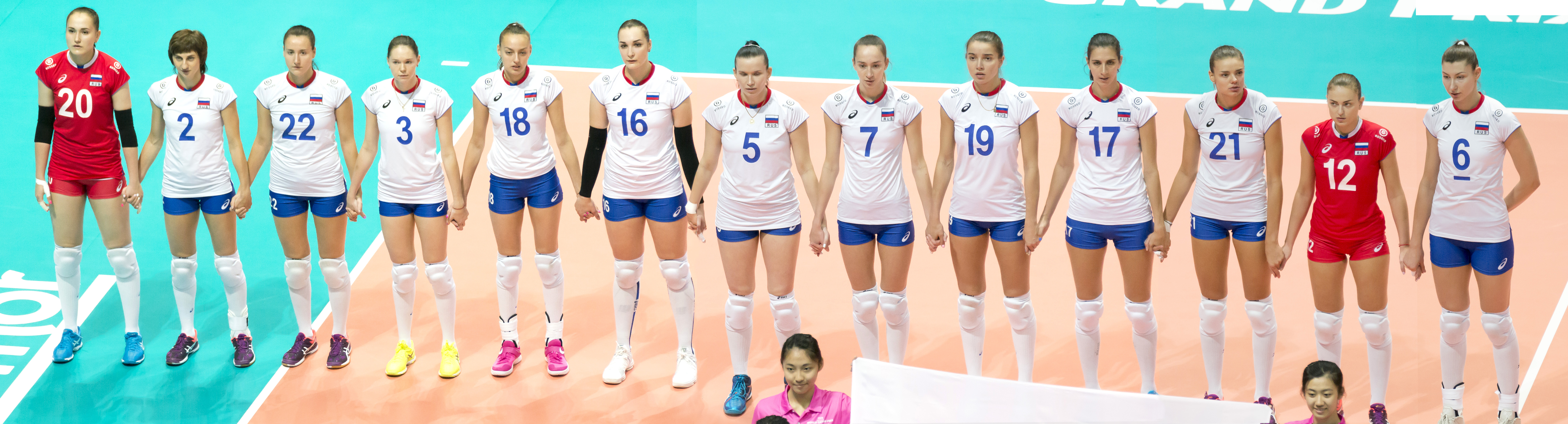
Die russische Mannschaft beim World Grand Prix 2017

Bei der ersten Ausgabe des World Grand Prix belegten die Russinnen den dritten Rang. Nach zwei schwächeren Ergebnissen mit den Plätzen sieben und sechs wurden sie 1996 erneut Dritter. 1997 gewannen sie das Endspiel gegen Kuba. Im folgenden Jahr unterlagen sie im Finale gegen Brasilien, bevor ihnen ein Jahr später die Revanche gelang. Das Endspiel 2000 verloren sie gegen Kuba und im folgenden Jahr wurden sie Dritter. Beim Turnier 2002 gewannen sie im Endspiel gegen China ihren letzten Titel in diesem Wettbewerb. 2003 gab es das gleiche Duell mit dem besseren Ende für die Chinesinnen. 2004 wurden sie Russinnen Siebter und im folgenden Jahr fehlten sie im Wettbewerb. 2006 standen sie wieder im Finale, unterlagen aber Brasilien. Nach einem vierten Platz 2007 und einem weiteren verpassten Turnier gab es 2009 erneut ein verlorenes Endspiel gegen die Südamerikanerinnen. Danach kamen die Russinnen 2011 auf den vierten und 2013 auf den siebten Platz. 2014 kehrten sie als Drittplatzierter in die Medaillenränge zurück. 2015 mussten sie sich im Finale dem Gastgeber USA geschlagen geben. 2016 verloren sie das Spiel um den dritten Platz gegen die Niederlande. Bei der letzten Ausgabe 2017 erzielten sie mit dem neunten Platz ihr schlechtestes Ergebnis.